# 8062 Охоцімський
8062 Охоцімський (8062 Okhotsymskij) — астероїд головного поясу, відкритий 13 березня 1977 року.
Тіссеранів параметр щодо Юпітера — 3,496.
Названо на честь Д. Є. Охоцімського(1921-2005) — радянського та російського вченого, творця наукової школи в галузі динаміки космічного польоту, автора фундаментальних праць з прикладної небесної механіки робототехніки та мехатроніки.